# Dick Hebdige
Dick Hebdige (* 7. ledna 1951, celým jménem Richard Hebdige) je britský mediální teoretik a sociolog. Momentálně žije v USA, kde vyučuje umění, film a mediální studia na University of California, Santa Barbara. Proslavil se především knihou Subkultura a styl, ve které píše o chování britských subkulturních skupin 20. století jako jsou punkeři, shinheads, mods apod. Jako teoretik se dále věnoval separování černošských a bělošských mladých lidí do subkultur. Od 70. let pracuje převážně ve školství, kde vystřídal několik pozic, od učitele po děkana fakulty kritických studií.

## Život
Dick Hebdige strávil své dětství v londýnské čtvrti Fulham, v jednom domě s celou svou širší rodinou. Jeho rodiče byli z dělnické třídy a měli socialistické názory. Poznali se v továrně na nábytek, kde Dickova matka šila potahy a jeho otec vyráběl rámy. Dicka jeho dětství výrazně ovlivnilo, a přestože nechtěl jít ve stopách rodičů a chtěl vystudovat vysokou školu, cítil respekt pro pracující třídu, neboť věděl, čím si jeho rodiče prošli.
Po absolvování střední školy začal studovat angličtinu na University of Birmingham, později se zaměřil na kulturní studia. V roce 1974 získal magisterský titul (MA) v Centru pro současná kulturální studia (dále jen CCCS) při birminghamské univerzitě, ve své diplomové práci se zaměřil na aspekty stylu.
Během let strávených v Birminghamu se snažil poznat pravou birminghamskou kulturu a mluvit s lidmi mimo univerzitní prostředí. Díky tomu potkal mnoho zajímavých lidí, především v hospodách. Dostal se blízko k mnoha subkulturám, zároveň se seznámil s akademiky a lidmi, kteří ho inspirovali. V jeho životě sehráli důležitou roli například profesoři Richard Hoggart (zakladatel CCCS) či Stuart Hall.
Vždy ho zajímalo umění. Kromě psaní také učil v uměleckých školách po celé Anglii. V dětství hrál na piano a akordeon, později zkoušel dokonce být DJ. Bavila ho angličtina, poezie a čtení zahraničních knih.

## Dílo
Mezi nejznámější díla Dicka Hebdige se řadí kniha Subkultura a styl (v originále Subculture: The Meaning of Style), jež byla vydána v roce 1979. V této publikaci rozebírá různé britské subkultury. Převážně se zaměřuje na interaktivní procesy mezi subkulturou a jejím okolím. Pracuje se dvěma pojmy: styl a brikoláž. Pojem styl využívá v souvislosti se sémiotikou. Právě skrze určité kulturní znaky se různé subkultury snaží odlišovat od dominantní většiny. Brikoláží, neboli slučováním různých předmětů se dané znaky přenáší. Například britští punkeři, které Hebdige považoval za revoltující styl, využívali chaotický vzhled, měli však určitou logiku a pravidla. Kombinací potrhaného oblečení, kožené bundy, piercingů a obarvených vlasů v typickém účesu “číro” protestovali proti dospělé většině. Kromě punkerů se Hebdige v knize Subkultura a styl také dále zabývá například skinheady, mods nebo Teddy Boys.
Název jeho druhé knihy Cut `n' Mix odkazující na způsob úpravy populární hudby 80. let je metaforou na nekontrolované slučování afroamerické, především ale karibské, muziky a současně i kultury se západoevropskou a americkou. Na rozdíl od Subkultury a stylu se tato kniha zaměřuje na jedno téma, a to usazování se karibské populární hudby v Británii. Navíc má rychlejší tempo, protože využívá žurnalistického stylu populární hudby.
Kniha je členěna do tří částí. První část napsal Hebdige již v roce 1979 a zaměřuje se primárně na počátky karibské hudby, především na Jamajce. Druhá část se zabývá vlivem karibské hudby na britskou populární scénu koncem sedmdesátých let. A třetí, poslední část byla napsána až v roce 1986 a rozebírá tehdy aktuální dění v Londýně, New Yorku a Kingstonu.
V knize Hiding in the Light: On Images and Things se Hebdige zaměřuje na moderní a postmoderní umění. Rozebírá zde velmi různorodou uměleckou tvorbu, například hudební videoklipy k populární hudbě, kampaň Band Aid nebo komiks Biff britského časopisu The Guardian. Kniha je doplněna čtyřmi dodatky vyjadřujícími se k současnému umění a k tomu, jak se k němu stavět.

## Publikace
- Subculture: The Meaning of Style (Methuen, 1979) – česká verze: Subkultura a styl, (nakladatelé: Volvox Globator, Dauphin 2012)
- Cut ‘n’ Mix: Culture, Identity and Caribbean Music (Methuen, 1987)
- Hiding in the Light: On Images and Things (Routledge, Methuen, 1988)